# Niederaußem
Niederaußem is een plaats in de Duitse gemeente Bergheim, deelstaat Noordrijn-Westfalen, en telt 5.806 inwoners (31 maart 2021).

## Ligging, infrastructuur
Niederaußem ligt 4 à 5 km ten oost-noordoosten van Bergheim aan de  Bundesstraße 477 tussen Rommerskirchen en Neuss.	Niet veel meer dan één kilometer in zuidoostelijke richting, aan de voet van de heuvelrug Die Ville, ligt buurdorp Oberaußem.  Het ligt in het Rijnlands bruinkoolgebied.
Het dorp had van 1904 tot 1973 een station aan de spoorlijn Bergheim - Rommerskirchen. 
Een klein deel van deze lijn is nog voor goederenvervoer in gebruik. Andere spoorlijnen in de regio moesten wijken voor de bruinkoolwinning. In het dorp is een aantal haltes van buslijnen naar diverse omliggende plaatsen.

## Geschiedenis en economie
De locatie van Niederaußem was reeds in de Jonge Steentijd, rond 4000 v.Chr., bewoond. Kort voor het begin van de jaartelling vestigden de Romeinen zich hier, en in de 5e eeuw de Franken. Rond het jaar 850 werd hier een kasteel Holtrop gebouwd; de overblijfselen ervan vielen ten offer aan de bruinkoolwinning. In het jaar 962 wordt een plaats Außem (Ouleshem) voor het eerst in een document vermeld. Tot aan de Slag bij Woeringen van 1288 behoorde het tot het Keurvorstendom Keulen, daarna tot het hertogdom Gulik.

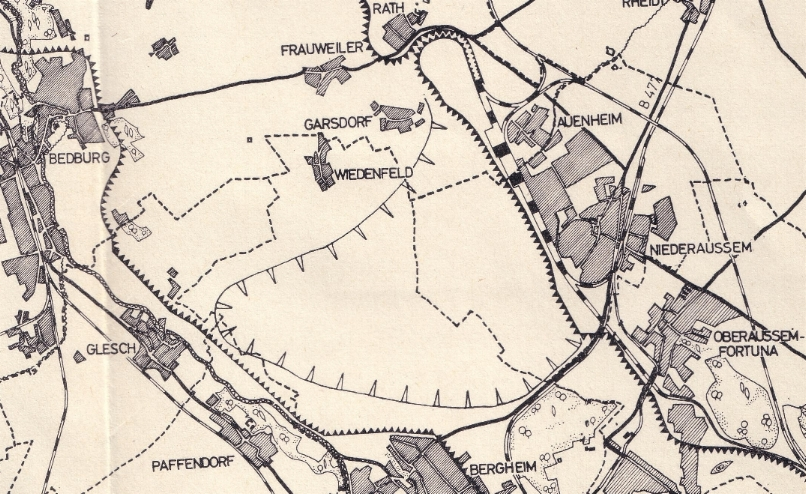
Situering bruinkoolgroeve Fortuna-Garsdorf omstreeks 1983
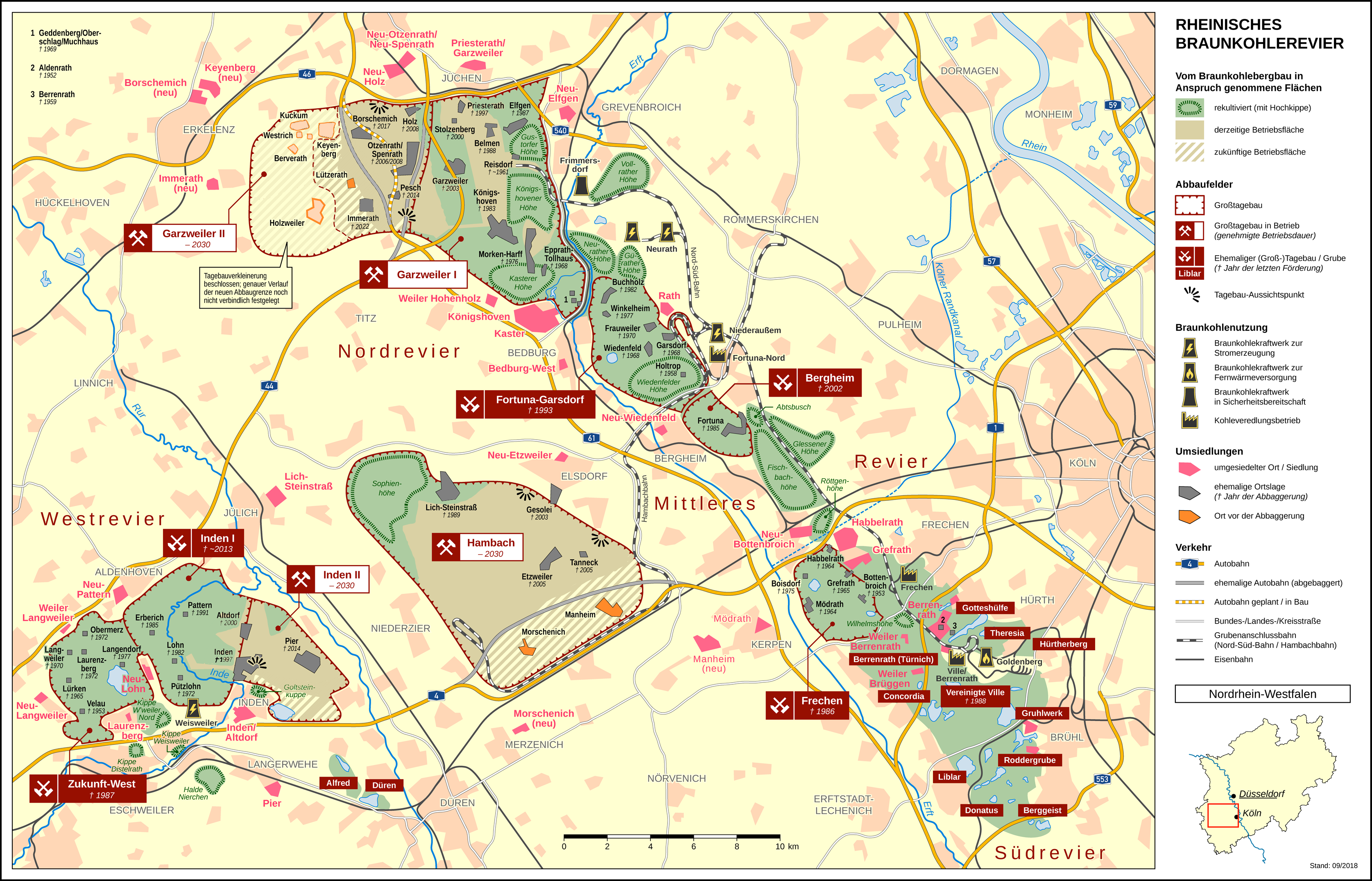
Rijnlands bruinkoolgebied. Bergheim ligt iets rechts van het midden.

Tot de 19e eeuw was Niederaußem een klein, maar tamelijk welvarend boerendorp op vruchtbare landbouwgrond. Daarna kwam de bruinkoolwinning op. Ten zuidwesten van Niederaußem ontstond de bruinkoolwinning Fortuna, die vanaf de late 19e eeuw een grote brikettenfabriek in Oberaußem van grondstof voorzag en die van 1912-1988 de grote elektriciteitscentrale Fortuna van brandstof voorzag.
De bruinkoolindustrie kreeg een nieuwe impuls door het graven van de zeer grote (2.200 hectare) en diepe (tot 390 meter onder het maaiveld) groeve Fortuna-Garsdorf (1953-1993) en de bouw van de zeer grote elektriciteitscentrale Kraftwerk Niederaußem (exploitante: RWE). Deze centrale ging in 1963 in bedrijf. Eén van de koeltorens van de centrale behoort met 200 m tot de hoogste ter wereld. De centrale Niederaußem draait vrijwel geheel op de in de regio opgedolven bruinkool. In het kader van het klimaatakkoord  is de centrale per 31 december 2020 gedeeltelijk gesloten. Verwacht wordt, dat de laatste door bruinkoolverbranding opgewekte elektriciteit rond het jaar 2038 uit de centrale zal komen.
Het uitgestrekte terrein, waar de bruinkoolgroeve Fortuna-Garsdorf zich bevond, is na 1993 weer met aarde opgevuld en dient als landbouwgrond en voor recreatieve doeleinden.

## Afbeeldingen

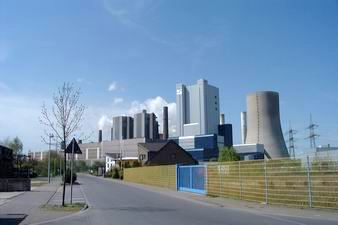
Energiecentrale Niederaußem
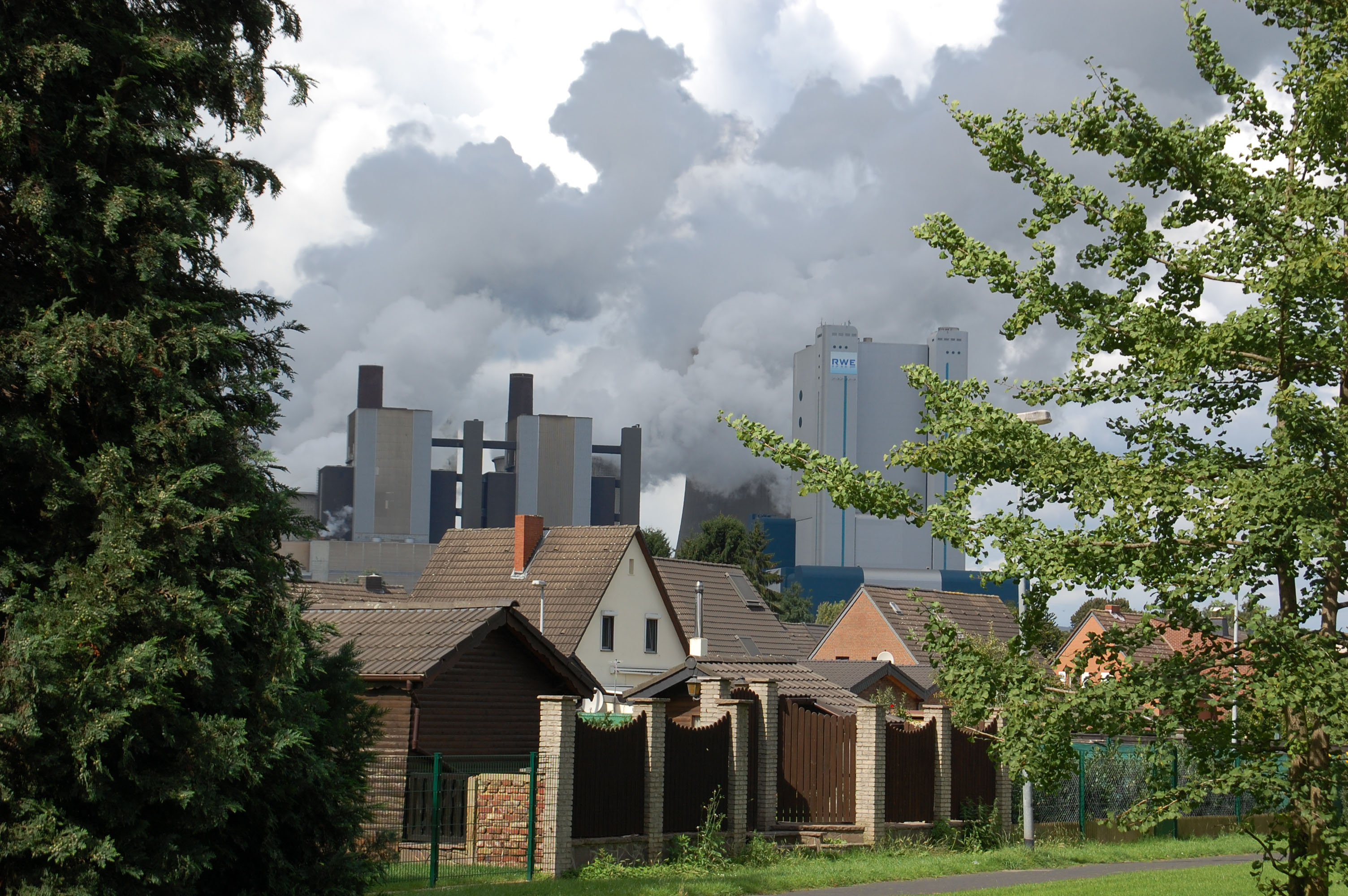
Dorpsgezicht Niederaußem met de elektriciteitscentrale op de achtergrond
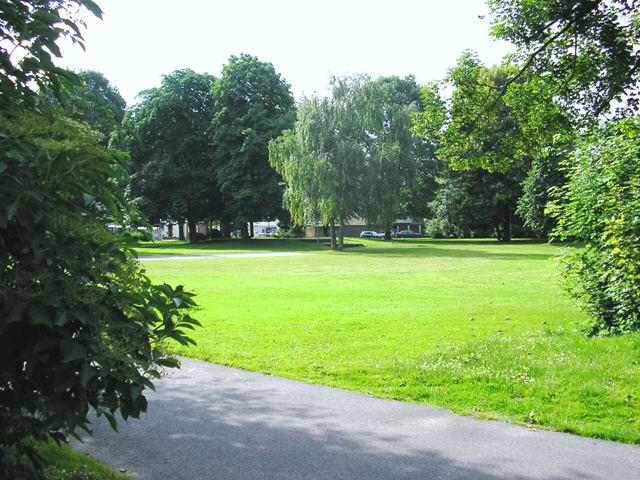
Park Grüne Lunge
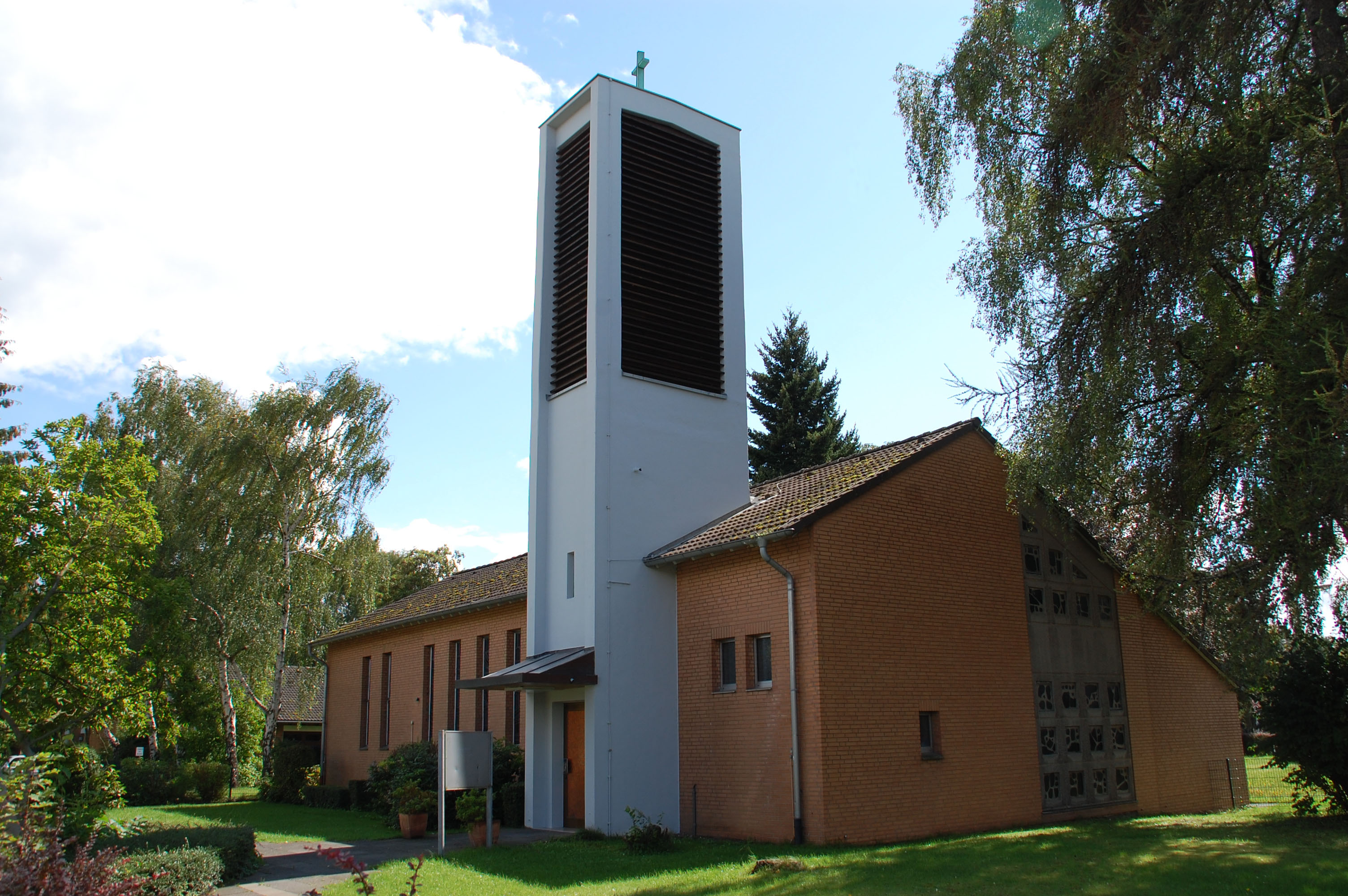
Evang.-lutherse Verlosserkerk (1956)

## Bezienswaardigheden
- De rooms-katholieke Johannes-de-Doperkerk werd in 1304 gebouwd. Grote verbouwingen of renovaties vonden plaats in de eerste helft van de 16e eeuw, in 1887-1894, 1908 en 1994. Het fraaie kerkinterieur is ten dele neogotisch, maar bevat ook nog voorwerpen uit de 16e t/m de 18e eeuw.
- Recreatieterrein Wiedenfelder Höhe

## Partnergemeente
Er bestaat een jumelage met Briey in het Franse departement Meurthe-et-Moselle.